# АКОРТ (акционерное общество)
АКОРТ — акционерное общество розничной торговли, действовавшее в различных населённых пунктах на территории Сибирского края. Существовало в 1926—1934 годах. Центр управления находился в Новосибирске.

## История
Акционерное общество розничной торговли («АКОРТ») было создано 17 марта 1926 года.
В июне 1931 года реорганизовано в Западно-Сибирское государственное предприятие розничной торговли «АКОРТ».
В марте 1934 было ликвидировано.

## Деятельность
АКОРТ вело розничную и мелкооптовую торговлю товарами широкого потребления на территории Сибирского края, где действовало свыше 120 его магазинов, они располагались преимущественно в городах. Продажа велась не только в магазинах но и в киосках.

### Товары
Мануфактура, бакалея, одежда, обувь, галантерея, продукты.

### Общественное питание
Помимо торговой деятельности акционерное общество развивало сеть столовых. В 1930 году одна из столовых открылась в бывшем помещении Делового клуба в Новосибирске.

## Акционеры
- Сибкрайторг
- Крайисполком Сибирского края
- Новосибирский окрисполком
- Барнаульский окрисполком
- Омский окрисполком

## Финансовые показатели
В 1928 году основной капитал акционерного общества составил 2 млн рублей.